# Keraton (Surakarta)

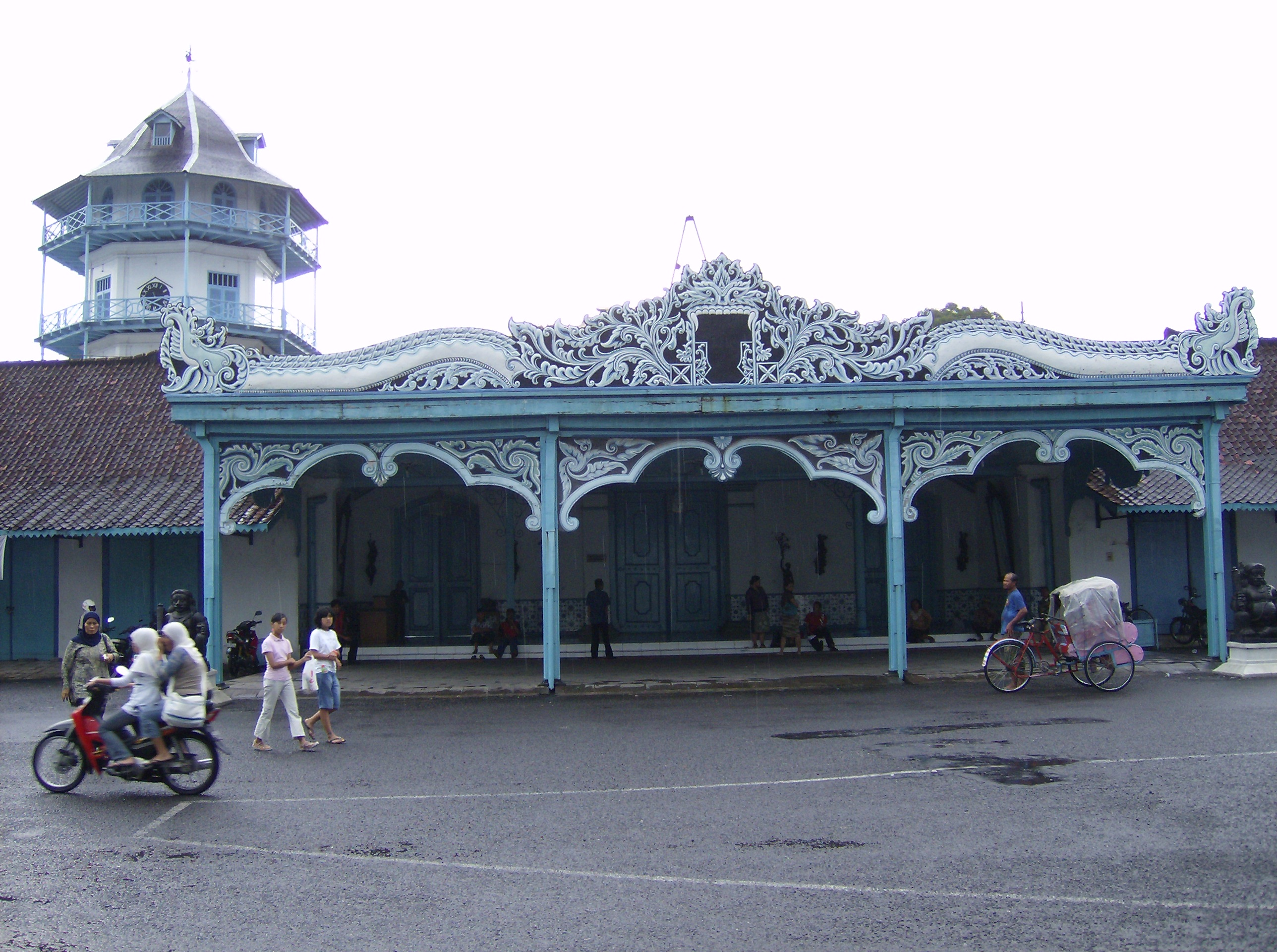
Widok na bramę i wieżę pałacu

Keraton lub Kraton – pałac sułtański zbudowany w latach 1743–1746 w Surakarcie. Kompleks pałacowy podobny do Keratonu w Yogyakarcie, lecz bez bulwaru procesyjnego i pałacu wypoczynkowego. Cały kompleks jest otoczony murem.
Pałac w większości spłonął w 1985 r., od tego czasu trwa jego odbudowa.